# Infodesa - Banking & Technology
Infodesa S.A. fue una empresa española especializada en el desarrollo de soluciones informáticas para entidades financieras. Fundada en 1990, surgió como iniciativa de cuatro entidades bancarias: Caja Duero, Caja de Ahorros de Navarra, Caixa Penedès y Caja San Fernando de Sevilla y Jerez. La compañía se dedicó desde sus inicios al diseño, implementación y mantenimiento de sistemas tecnológicos enfocados en optimizar la operativa bancaria, reduciendo costes e incrementando la eficiencia de las infraestructuras informáticas de sus clientes.

## Historia
La creación de Infodesa respondía a la necesidad de unificar y modernizar los sistemas tecnológicos de varias cajas de ahorros españolas. Con el respaldo de las instituciones fundadoras, la empresa comenzó a desarrollar productos y servicios para banca corporativa y minorista. A lo largo de los años, Infodesa estableció acuerdos con otras compañías para impulsar soluciones específicas en el sector financiero. Por ejemplo, en 2007 firmó un convenio con Vodafone para desarrollar herramientas enfocadas en movilidad y optimización de procesos bancarios.
En diferentes momentos, la compañía manifestó la intención de ser reconocida por las grandes entidades bancarias y consolidar su posición en el mercado español. Asimismo, sus trabajadores llegaron a acuerdos laborales que reflejaban la evolución interna de la empresa.

## Productos y servicios
Entre los productos más destacados de Infodesa se encontraba el Servidor Financiero, un sistema modular diseñado para gestionar operaciones clave en el sector bancario. Posteriormente, la empresa lanzó Minerva, una evolución tecnológica basada en arquitecturas orientadas a servicios (SOA) y en estándares abiertos, especialmente XBRL, con el fin de agilizar la comunicación de datos contables y financieros.
La compañía también colaboró con otras tecnológicas para complementar su oferta. Por ejemplo, junto a Steria y Caixa Penedès, lanzó una solución de gestión de la morosidad para el sector financiero, y también implementó herramientas de gestión financiera y operativa con Agresso Business World. Parte del enfoque de Infodesa consistía en ofrecer soluciones de “banca inteligente”, orientadas a la obtención y formateo de datos financieros para organismos reguladores y a la mejora de la competitividad de las entidades.

## Iniciativas de colaboración
Infodesa fue también impulsora de programas de cooperación intersectorial. Uno de los más relevantes fue iBANCA, un foro que reunía a entidades financieras y empresas tecnológicas con el propósito de debatir estrategias innovadoras y desarrollar soluciones conjuntas para el sector bancario. En ese contexto, Infodesa e IB llevaron a cabo iniciativas enfocadas en responsabilidad social corporativa. Este tipo de foros fomentó el intercambio de conocimientos y la definición de estándares comunes entre diferentes actores de la banca.

## Evolución y legado
Durante varios años, Infodesa tuvo un papel relevante en el mercado tecnológico dirigido al sector financiero. Sin embargo, la aparición de nuevas empresas y la evolución de las tecnologías informáticas reconfiguraron la competencia y las necesidades de la banca. Esto llevó a que la presencia de Infodesa se fuera diluyendo con el tiempo, aunque sus sistemas y conocimientos aportaron en su momento soluciones pioneras para la gestión y la operativa de las entidades financieras.
En el ámbito de la estandarización de datos, la contribución de Infodesa a la adopción de XBRL en España fue reseñada en informes internacionales.